# Marly (Neder-Over-Heembeek)
Pour les articles homonymes, voir Marly.
Marly (anciennement Marli) est un lieu-dit de Neder-Over-Heembeek (Bruxelles), sur la rive gauche du canal de Willebroeck, au sud de Ransbeek et à l'est du château de Meudon,, mais connut différentes affectation au cours de son histoire.

## Origine du nom et localisation
Dans la seconde moitié du XVIIe siècle, différentes propriétés du quartier adoptent le nom de châteaux royaux des environs de Paris, synonyme d'un certain prestige : Meudon, Versailles, Marly.
Néanmoins, la propriété qui porta ce nom pour la première fois ne jouxtait pas le château de Meudon, mais se trouvait quelques centaines de mètres plus au nord, vers Heembeek. Les entreprises bâties sur le site de l'ancienne cokerie n'ont donc repris ce nom qu'improprement.
Sur le plan actuel de Bruxelles, on situe l'avenue du Marly et la petite rue du Marly: toutes les deux sont perpendiculaires à la chaussée de Vilvorde qui longe le canal de Willebroeck.

## DuMoriaenauMarly
L'auberge puis maison de plaisance De Moriaen (Le Maure, en néerlandais) prend le nom de Marly à la fin du XVIIe siècle et se trouve à l'origine des différents noms de lieu, de propriétés et d'entreprises qui portent ce nom.
Messire Adolphe Van Woonsel et sa femme vendirent l'auberge et sa brasserie attenante à Jean-Baptiste Meeûs-Touron le 8 avril 1690.

## Résidence des Meeûs (1690-1832)
Le Marly fut reconstruit au XVIIIe siècle par les Meeûs, et embelli de jardins, de réservoirs, de jets d'eau et de bosquets.
Il reste dans la famille durant 142 ans puisqu'il ne sera vendu qu'en 1832. Dans une lettre de J. Vandermaelen, on peut lire que « Le Meeûs du temps de la création (sic) du canal ne céda son terrain qu'à condition que la barque s'arrêterait à chaque trajet devant sa campagne et que le postillon de la barque devait jouer du cor pour le prévenir ainsi que ses hôtes qui voudraient profiter de ce mode de locomotion. »« Vers 1830, la barque s'arrêtait toujours au Marly et le postillon jouait du cor, maintenant, il n'y a plus ni barque, ni postillon !  Où sont les neiges d'antan ? »
Le prince Charles Joseph de Ligne y organisa deux grandes fêtes en l'honneur de la duchesse de Bouillon : la première, nautique, sur le canal, la seconde, le même soir, dix mille personnes se retrouvaient dans les jardins du Marly, en présence du duc Charles-Alexandre de Lorraine.
Pierre-Joseph Meeûs était bourgmestre de Neder-Over-Heembeek en 1830 et participa activement aux événements liés à la Révolution belge. Il participa au combat du Marly, sous Vilvorde, le 26 septembre.

## Huileries
Cette entreprise a été radiée d'office de la Banque-Carrefour des entreprises le 27 juillet 2013

## Brasseries (v. 1921-1935)
Officiellement établies chaussée de Vilvorde, n° 148. La brasserie s'installe sur le site du Marly en 1930. L'étang qui agrémentait les jardins fut asséché en 1960 et le dernier bâtiment appartenant à l'ancienne auberge fut détruit en 1971.

## Cokerie (1930-1993)
La cokerie du Marly est construite à partir de 1930 conjointement par la Société Belge de l'azote et des produits chimiques du Marly, la société Gazelec en la Société métallurgique Hainaut-Sambre. Elle est opérationnelle en 1932. Très polluante, elle est fermée en 1993. L'usine a été démantelée à partir de 2003 et le site, propriété du Port de Bruxelles, est depuis en voie d'assainissement.